# Escualdoniscus triocellatus
Escualdoniscus triocellatus är en kräftdjursart som beskrevs av Albert Vandel 1948. Escualdoniscus triocellatus ingår i släktet Escualdoniscus och familjen Trichoniscidae. Inga underarter finns listade i Catalogue of Life.